# جايسون سيلرز
جايسون سيلرز (بالإنجليزية: Jason Sellers)‏ هو مغن مؤلف أمريكي، ولد في 4 مارس 1971.

## وصلات خارجية
- جايسون سيلرز على موقع IMDb (الإنجليزية)
- جايسون سيلرز على موقع ميوزك برينز (الإنجليزية)
- جايسون سيلرز على موقع أول ميوزيك (الإنجليزية)
- جايسون سيلرز على موقع ديسكوغز (الإنجليزية)